# Lista de bairros de Arraial do Cabo
São os seguintes os bairros de Arraial do Cabo:

## Bairros
| Nome            | Descrição |
| --------------- | --- |
| Centro          | |
| Figueira        | |
| Macedônia       | |
| Monte Alto      | Um dos bairros mais jovens da cidade fica numa faixa de terra entre o oceano atlântico e a lagoa de araruama,e nas mediações tem a bela cobertura vegetal da mata atlântica e da reestinga de massambaba. No seu início recebeu pessoas ligadas a atividade salineira no local, desde a década de 70 vem recebendo pessoas vindas do Rio de Janeiro que instalam casas de veraneio e turistas até mesmo argentinos e franceses que vem atraídos pela paisagem paradisíaca e romântica da lagoa de Araruama. O bairro é considerado área de expansão da cidade de Arraial do Cabo que não tem mais espaço para crescer e em breve o bairro de Monte Alto receberá Condomínios ,hotéis e resortes devido ao crescimento do turismo na região e a sua posição estratégica pois fica a poucos quilômetros de Araruama,Arraial de Rio de Janeiro e principalmente do Aeroporto de Cabo frio que está recebendo empresários ligados ao petróleo. |
| Praia dos Anjos | Tem a mais alta densidade demográfica de Arraial do Cabo.Encontram-se na praia dos anjos grandes atrativos turísticos cabistas como a igreja de nossa senhora dos remédios, fundada em 1506 e palco da primeira missa em ambiente fechado do Brasil, e o centro histórico que tem a presença de casarios da épca colonial trazida dos portugueses e açorianos que lá se instalaram.O bairro da Praia dos anjos é um dos mais movimentados da cidade, devido aos vários hotéis e ao porto do forno ali instalados. |
| Praia Grande    | |
| Prainha         | |
| Pernambuca      | |
| Sabiá           | |